# Всё не так (книга)
Всё не так — тридцать пятый детективный роман Александры Марининой, семейная сага. Опубликован в марте 2007 года

## Сюжет
Молодой спортсмен Павел Фролов в результате травмы после автомобильной аварии оказывается без средств к существованию. И тут ему подворачивается работа: заняться фитнесом и сбросить вес пятнадцатилетней дочери крутого бизнесмена Руденко. Взявшись за дело, Павел обнаруживает глубоко закомплексованную, легко ранимую натуру малоподвижной девочки-затворницы и понимает, что дело не в физиологии, а в психологии. И теперь его задачей становится сломать тот образ жизни, который ведёт Дана Руденко.
Помимо этого от агента безопасности одного издательства Наны Ким (см. «Чувство льда»), которая и нашла ему работу, Павел получил задание докладывать обо всём, что происходит в семье. Повращавшись некоторое время в их кругу, он понял, что все друг друга ненавидят.

## Популярность
По данным Московского дома книги роман оказался на пятом месте среди продаваемых в 2007 году книг, заняв 4,75 % от общей доли продаж. Устойчивым спросом книга пользовалась в Тюмени, Хабаровске, в Латвии.